# Mansour Guissouma
Mansour Guissouma (arabe : منصور قيسومة), né le 30 novembre 1953 à Metline, est un universitaire, critique littéraire et poète tunisien.

## Biographie
Mansour Guissouma est né à Metline, une petite ville au nord de la Tunisie. Son père Mohamed Guissoma est un employé à la Société tunisienne du sucre à Béja et sa mère, Zohra Mokchah, une femme au foyer. Il appartient à une famille nombreuse avec un revenu assez modeste.

### Scolarité et études universitaires
Très jeune, il quitte Metline pour s'installer à El Alia, ville natale de sa mère, où il termine ses études primaires. Il achève ses études secondaires au lycée régional des garçons de Bizerte, où il obtient son baccalauréat avec une spécialité en lettres. Il poursuit ses études supérieures en langue et littérature arabes à la faculté des lettres et des sciences humaines de Tunis. Après avoir obtenu sa maîtrise en 1977, il continue ses études doctorales à la faculté des lettres et des sciences humaines de l'université Strasbourg-II en France, où il obtient une licence en langue et littérature françaises en 1979, un diplôme d'études approfondies en littérature française et un doctorat en lettres et littérature arabes en 1985,.

### Carrière professionnelle
Mansour Guissouma est recruté en 1986 comme assistant d'enseignement supérieur à la faculté des lettres, des arts et des humanités de l'université de La Manouba.Par la suite, il gravit les échelons de l'enseignement au sein de la faculté pour devenir professeur de littérature arabe en 1997[source insuffisante],, un poste qu'il occupe jusqu'à ce jour.
Parallèlement, il est actif sur la scène politique nationale en siégeant à la Chambre des députés comme représentant du Rassemblement constitutionnel démocratique dans la circonscription de Bizerte durant la XIe législature en 2004-2009.

## Œuvres
Une sélection des œuvres de l'auteur est listée ci-dessous :

### Œuvres poétiques
- 1994 : (ar) Shumūs fī al-ʻatmah [« Soleil dans les ténèbres »], Tunis, Dar Sahar, 1994, 158 p.[1]
- 1995 : (ar) Azhār al-mā' wa al-milḥ [« Fleurs d'eau et de sel »], Tunis, Dar Sahar, 1995, 102 p. (ISBN 9973-763-45-9)[1]
- 1996 : (ar) Sāḥir al-qamar [« Charmeur de la lune »], Casablanca, Afrique Orient, 1996, 95 p. (ISBN 978-9981-25-042-0)
- 1997 :
  - (ar) Salā al-barq ʿan al- hawá [« Interrogez l'éclair à propos de l'amour »], Tunis, Dar Sahar, 1997, 118 p. (ISBN 9973-28-037-7)
  - (ar) Khamsūn qaṣīdat ḥubb [« Cinquante poèmes d'amour »], Tunis, Dar Sahar, 1997, 166 p.Co-écrit avec Abdel Wahab al-Bayati (en)
- 2012 : (ar) Al-Shāʻir wa-al-baḥr [« Le Poète et la mer »], Tunis, Maison tunisienne du livre, 2012, 143 p. (ISBN 978-9938-839-21-0)
- 2014 :
  - (ar) Qaṣā'id ramzīyah [« Poèmes symbolistes »], Tunis, Maison tunisienne du livre, 2014, 98 p. (ISBN 978-9938-890-06-8)
  - Fleurs, eau et sel : poésie  (trad. Ali Abassi), Tunis, Maison tunisienne du livre, 2014, 85 p. (ISBN 978-9938-890-08-2)[1]
- 2017 : (ar) Musūkh al-layl wa-taḥawwulāt al-nahār [« Métamorphose de la nuit et mutations du jour »], Tunis, Maison tunisienne du livre, 2017, 169 p. (ISBN 978-9938-890-88-4)

### Œuvres critiques
- 1989 : Badr Šâkir as Sayyâb, essai sur la créativité poétique, La Manouba, Publications de la faculté des lettres de La Manouba, 1989, 373 p. (ISBN 9973-900-01-4)
- 1994 :
  - (ar) Muqārabāt mafhūmiyyaẗ fī al-adab al-ʿarabī al-ḥadīṯ : ṯunāʾiyyāẗ al-tanāquḍ wa al-insiǧām [« Approches conceptuelles de la littérature arabe moderne : dualité de la contradiction et de l'harmonie »], Tunis, Dar Sahar, 1994, 158 p. (ISBN 9973-763-14-9)
  - (ar) Al-Anā wa al-āẖar fī al-riwāyaẗ al-ʿarabiyyaẗ al-ḥadīṯaẗ [« Le Moi et l'autre dans le roman arabe moderne »], Tunis, Dar Sahar, 1994, 184 p. (ISBN 978-9973-763-38-9)
- 1996 : (ar) Dalā'il al-ibdāʻ wa-al-ru'yā fī shiʻr al-Sayyāb : dirāsah anmūdhajīyah [« Les preuves de créativité et de vision dans la poésie d'al-Sayyab : une étude exemplaire »], Tunis, Dar Sahar, 1997, 116 p. (ISBN 978-9973-763-83-9)
- 1997 : (ar) Al-Riwāyah al-ʻArabīyah : al-ishkāl wa-al-tashakkul [« Le roman arabe : la problématique et les formes »], Tunis, Dar Sahar, 1997, 185 p. (ISBN 978-9973-763-86-0)
- 1999 : (ar) Al-wuǧūd wa-ʿabaṯ fī Ḥaddaṯa Abū Hurayraẗ qāl li-Maḥmūd al-Masʿadī, Al-liṣṣ wa-al-kilāb li-Naǧīb Maḥfūẓ, Al-ašǧār wa-iġtiyāl marzūq li-ʿAbd al-Raḥmán Munīf [« L'être et l'absurde dans Ainsi parlait Abou Houraïra (ar) de Mahmoud Messadi, Le Voleur et les Chiens de Naguib Mahfouz, Les Arbres et l'assassinat de Merzouk (ar) d'Abdel Rahman Mounif »], Tunis, Dar Sahar,‎ 1999, 142 p. (ISBN 978-9973-28-056-5)
- 2012 :
  - (ar) Ḥadāthat al-Shiʻr al-ʻArabī : shiʻrīyah al-ḥadāthah [« Modernité de la poésie arabe : poésie de la modernité »], Tunis, Maison tunisienne du livre, 2012, 123 p. (ISBN 978-9938-839-27-2)
  - (ar) Al-Adab al-ḥamīm fī al-nathr al-ʻArabī al-ḥadīth [« La littérature intime en prose arabe moderne »], Tunis, Maison tunisienne du livre, 2012, 190 p. (ISBN 978-9938-839-26-5)
- 2013 : (ar) Madkhal ilá jamālīyat al-shiʻr al-ʻArabī al-ḥadīth [« Introduction à l'esthétique de la poésie arabe moderne »], Tunis, Maison tunisienne du livre, 2013, 181 p. (ISBN 978-9938-839-69-2)
- 2014 : (ar) Ittijāhāt al-shiʻr al-ʻArabī al-ḥadīth fī al-niṣf al-awwal min al-qarn al-ʻishrīn : al-atbaʻīyah, jamāʻat al-dīwān, al-rūmānsīyah [« Tendances de la poésie arabe moderne dans la première moitié du XXe siècle : attitude, groupe du diwan, romance »], Tunis, Maison tunisienne du livre, 2014, 156 p. (ISBN 978-9938-890-25-9)
- 2016 : (ar) Dalā'il al-ibdāʻ fī shiʻr al-Sayyāb [« Preuve de créativité dans la poésie d'al-Sayyab »], Tunis, Dar Sahar, 2016, 128 p. (ISBN 978-9973-28-471-6)